# Blocco di Lytvyn
Il Blocco di Lytvyn (in ucraino: Блок Литвина) è stata una coalizione elettorale ucraina guidata da Volodymyr Lytvyn; costituitasi nel 2006 col nome di Blocco Popolare di Lytvyn (Народний Блок Литвина, Narodnyj Blok Lytvyna), rimase operativa fino al 2011.

## Storia

### Le elezioni del 2006
In occasione delle elezioni parlamentari del 2006 il Blocco Popolare di Lytvyn comprendeva tre forze politiche:
- il Partito Popolare (Народна партія, Narodna partija);
- il Partito Panucraino Unione della Sinistra «Giustizia» (Партія Всеукраїнського об'єднання лівих «Справедливість», Partija Vseukraïns'koho ob'jednannja livych «Spravedlyvist»);
- il Partito Democratico Contadino Ucraino (Українська селянська демократична партія, Ukraïns'ka seljans'ka demokratična partija).

Tra i candidati concorrenti per la coalizione figuravano, tra gli altri: 
- Volodymyr Lytvyn, presidente della Verchovna Rada;
- Sofija Rotaru, cantante;
- Leonid Kadenjuk, astronauta;
- Valerij Smolij, presidente dell'Istituto di storia dell'Ucraina;
- Vasyl Maliarenko, presidente della Corte Suprema d'Ucraina.

Il blocco ottenne il 2,44% dei voti e, non avendo superato la soglia di sbarramento del 3%, non ottenne alcuna rappresentanza parlamentare.

### Le elezioni del 2007

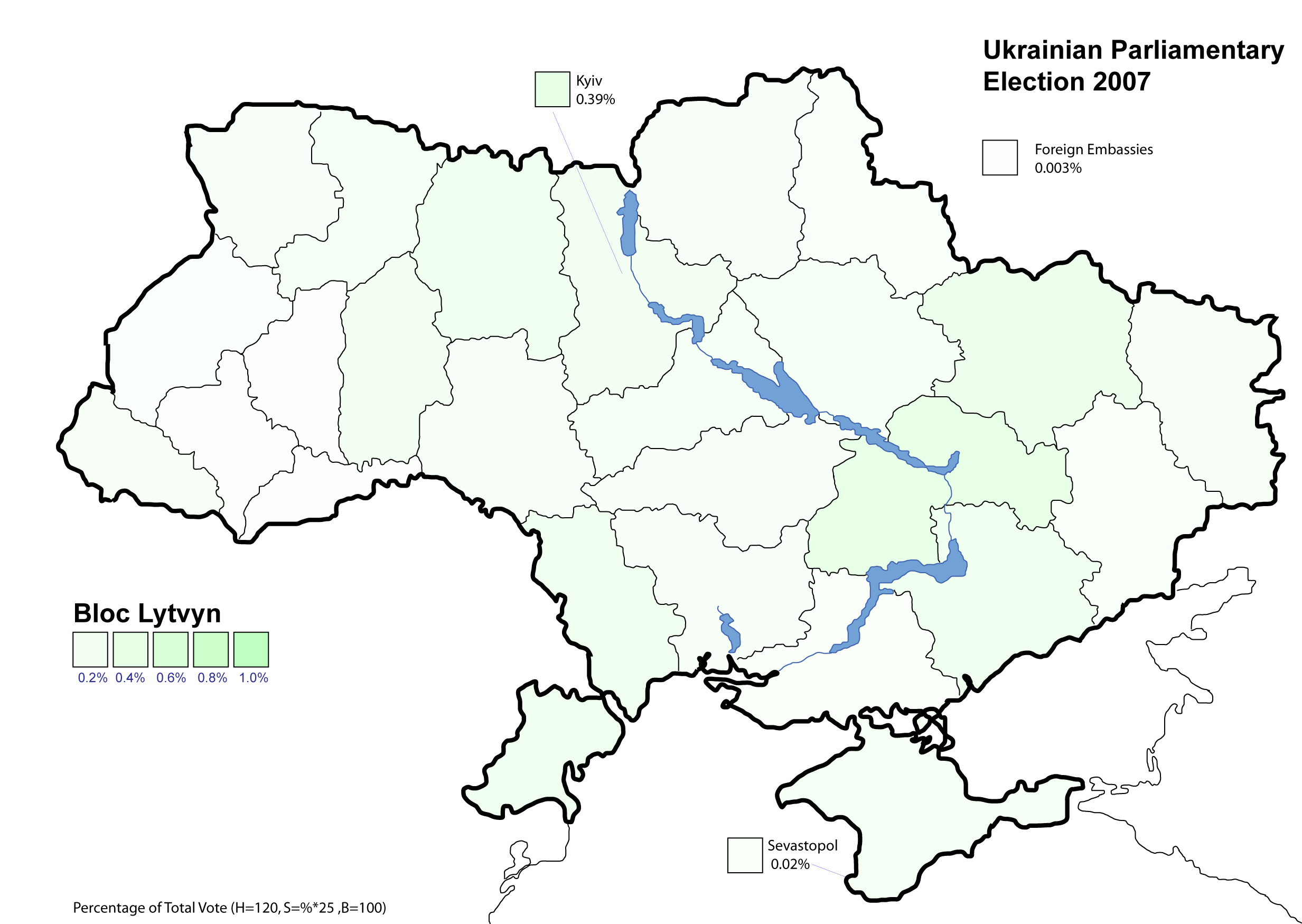
Risultati del Blocco di Lytvyn (percentuale sul voto nazionale totale) per regione alle elezioni del 2007.

Alle elezioni parlamentari del 2007 il Blocco di Lytvyn vide l'adesione del predetto Partito Popolare e del Partito del Lavoro d'Ucraina (Трудова партія України, Trudova partija Ukraïny).
Il Blocco si piazzò in quinta posizione, dopo il Partito Comunista d'Ucraina e Ucraina Nostra, ottenendo 20 dei 450 seggi.